# تصدع وإنهيارات الأرض في إيران
يعد إنهيار الأرض في إيران من الأزمات البيئية الهامة في البضع سنوات الأخيرة في إيران، وأهم سبب لها في الوقت الحاضر هو أزمة المياه. وتعد إيران من أكثر الدول التي تعاني من الإنهيارات الأرضية إلى حد أن معدل الانهيارات الأرضية في إيران تزيد 90 ضعفا عن متوسط الدول المتقدمة. ويمكن القول أن نصف سكان إيران معرضون لخطر الهبوط الأرضي ما يعني أن نصف سهول إيران أصبحت "صحاري". ويعاني في الوقت الحاضر 300 سهلٍ في إيران من هذه الأزمة؛ وفي بعض سهول إيران قد تجاوز الأمر ظروف التصدع والإنهيار ودخلت الأرض في مرحلة متأزمة بتشكل بالوعة (جيولوجيا). من المناطق ذات الظروف المتأزمة يمكن الإشارة إلى سهل كاشمر، وسهل كبودر آهنك همدان، وسهل ورامين، وسهل نظرآباد، وسهل طهران، وسهل مشهد ونيشابور، وسهول محافظات كرمان، أصفهان وقزوين. وبحسب معدل التصدع الأرضي في كاشمر قد تم تسجيل هبوط أرضي تراكمي في إيران بلغ أكثر من 30 سم.

## الأسباب

### أزمة المياه
تعتبر أزمة المياه السبب الرئيسي والأهم لهبوط الأرض بسبب قلة هطول الأمطار في البضع سنوات الأخيرة في إيران وقلة مناسيب المياه خلف السدود، ومن أجل توفير المياه كان من الضروري السحب من طبقات المياه الجوفية مما أدى إلى فقدان منسوب المياه الجوفية وخفة التربة وهبوطها، ويعود سبب الهبوط إلى أنه في حالة التوازن الطبيعي فإن تحلل مائي الجوفية في مسام طبقة المياه الجوفية يفرض مقدارا من وزن الأرض، عندما يتم سحب المياه الجوفية بشكل مفرط من قبل البشر ينخفض ضغط المسام في طبقة المياه الجوفية ويحدث ضغط وتكثيف لطبقة المياه الجوفية، وعندما يتم ضغط طبقة المياه الجوفية سيؤدي ذلك إلى هبوط الأرض، وهبوط  أو انخفاض سطح الأرض من عوامل تفاقم نقص المياه الذي هو السبب الرئيسي لهبوط الأرض، وأيضاً يمكن أن يكون ارتفاع استهلاك المواطنين الإيرانيين للمياه حيث (أن متوسط استهلاك المياه ذروة الاستهلاك في إيران هو 300 لتر في اليوم والليلة والذي هو ضعف المتوسط العالمي)، وأشار عدم تعديل نمط الاستهلاك في مهنة الزراعة الإيرانية، وإلى تغير المناخ وعدم إدارة المياه.

## سعة وتصنيف الأراضي

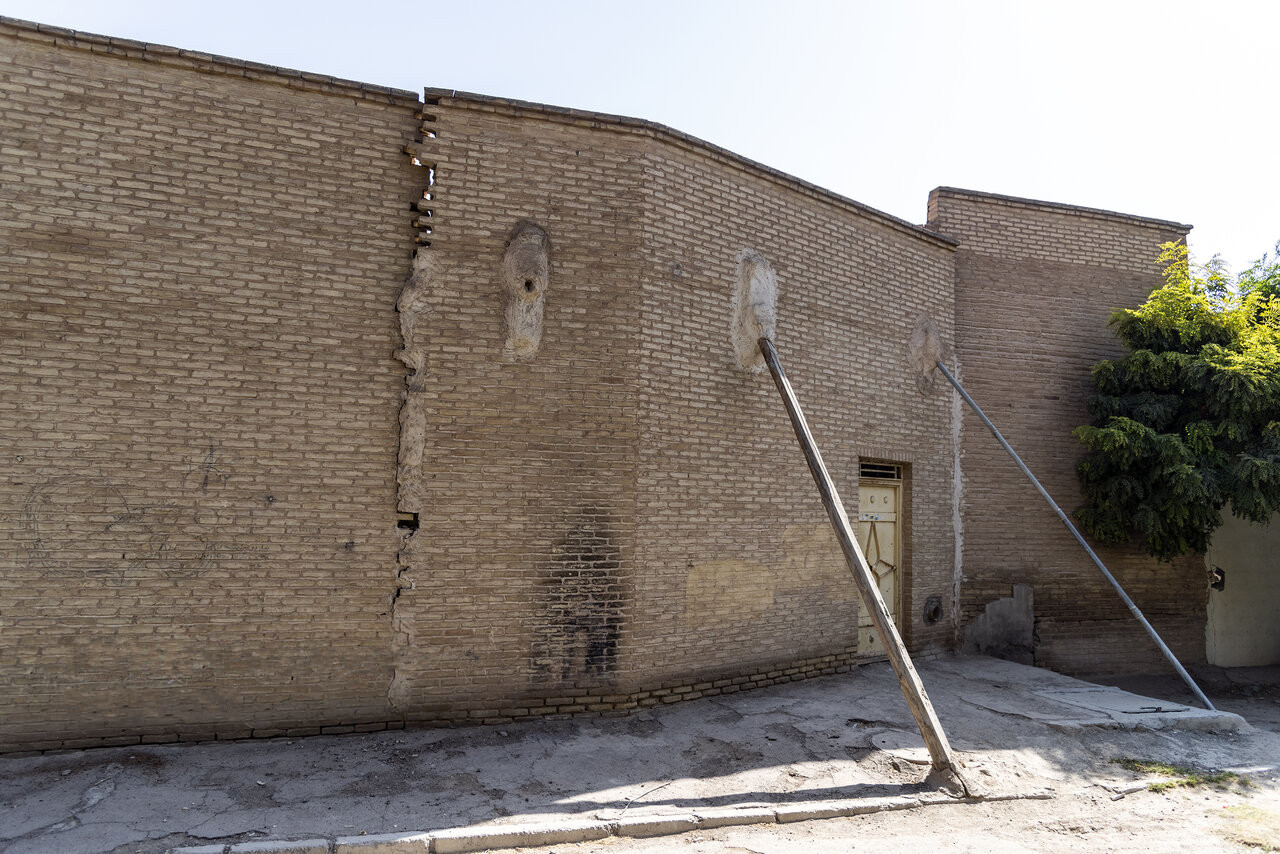
تدمير أسوار مسجد الحاكم في أصفهان بسبب هبوط الأرض

وتُذكر الأمم المتحدة بـ تآكل التربة تحت عنوان "جذام الأرض"، وتحتل إيران المرتبة الأولى في المنطقة والثالثة في العالم على هذا المؤشر، وحذرت الأمم المتحدة من أنه إذا استمر العالم في استهلاك المياه بالمعدل الحالي، فإن أكثر من مليارين و700 مليون شخص في العالم سيواجهون نقصا في المياه بحلول عام 2025، كما أعلنت أن حوالي 31 دولة في العالم ستواجه  نقصا في المياه بحلول عام 2023، وسيُذكر اسم إيران كواحدة من أكثر الدول تأزماً في مواجهة نقص المياه في المستقبل، ووفق الإحصائيات فإن 70% من المياه المستهلكة في العالم تستخدم في القطاع الزراعي، ولكن هذا المعدل يبلغ 75% في إيران بحسب قول هذا المعدل، ووفق إحصائية أخرى فإنها 93% وتعني هذه الإحصائية أن كل مياه الشرب في البلاد يستهلكها القطاع الزراعي، وأن الانخفاض الكمي والنوعي للمنتجات الزراعية، وتدمير المراعي، وانخفاض إنتاج الأراضي الحرجية، وتدمير المستنقعات، وعدم استقرار المنحدرات، والسيول الجارفة، وانخفاض مصادر المياه الجوفية، والأضرار البيئية التي لا يمكن إصلاحها، وعدم الاستقرار الاجتماعي فالمجتمعات من العلامات الواضحة على تعرية التربة في وحدات الإنتاج، والطبيعة تعني مستجمعات المياه.
يمكن أن تتسبب الجسيمات في تلاشي السحب ورقتها، ولسنا بوضع جيد في مجال استغلال طبقات المياه الجوفية أيضاً ذلك لأنه من أصل 609 مناطق ضمن طبقات منسوب المياه الجوفية في إيران تم الإعلان عن حظر 410 منطقة، ويدور هذه الأيام حديثٌ عن تلاشي السحب عند وصولها إلى محافظات أذربيجان بحجة أن تمطر السحب في خوزستان لكنها عندما تصل إلى بحيرة أروميه تتلاشى أو تُصبح رقيقة وهو ما قد يكون ناجماً عن الغبار الناعم، وقد جفت أهوار بختكان، وتشك ومهارلو بشكل كامل منذ عام 1987 إلى عام 2020 بحسب إعلان منظمة البيئة، والسبب في ذلك هو السدود التي شُيدت في هذه المنطقة، والسبب في ذلك هو السدود التي شُيدت في هذه المنطقة، والآن فُقِدت الأهوار والمستنقعات في إيران، وعلى هذا النحو لم تعد لدينا عوامل تلطيف الهواء، وبسبب قلة الرطوبة تكون الأرض أكثر حرارة، توفر السدود المهمة برنامج مياه الشرب، المياه الصالحة للشرب لنحو 36.7 مليون نسمة من سكان البلاد، بينما تظهر الدراسات أن خزانات هذه السدود في عام 2021 كانت تحتوي على أقل من 40% من احتياطي المياه، وتشهد بلادنا ارتفاعاً في درجة الحرارة منذ عام 1995، وتمر بعض المناطق بارتفاعٍ في درجات الحرارة منذ عام 1975، كما انخفض معدل الأمطار على مستوى البلاد خلال العقود الثلاثة الماضية بشكل متوسط بنسبة 15%، ولكن انخفاض هطول الأمطار لا يبرر بأي وجه أزمة المياه في البلاد.
وتشهد ما نسبته 7.5% من مساحة إيران البالغة (حوالي 120 ألف كيلومتر مربع) هبوطاً أرضياً، وتوجد أكثر من 900.000 بئر في إيران 40% من هذه الآبار أي (360.000 بئراً) غير مرخصة، وتم تسجيل زلازل في أطراف أصفهان وبحيرة أروميه والتي يمكن أن تكون ناجمة عن هبوط الأرض، ولدينا في إيران حوالي 13 مليون هكتار من الأراضي الصالحة للزراعة منها 8 ملايين هكتار مروية و5 ملايين هكتار بعلية، وبمعنى آخر 90% من الزراعة في إيران تتم على الأراضي المروية و10% على الأراضي البعلية، وقد تم إصدار تصاريح لسحب المياه من هذه الآبار لحوالي 41 مليار متر مكعب، ويتم أيضاً استخراج حوالي 10 مليارات متر مكعب سنوياً بشكل غير قانوني، ولهذا السبب تم تشخيص عدة مناطق جديدة لهبوط الأراض في إيران بالسنوات الثلاث الماضية، ويتم استخراج 20 مليار متر مكعب سنوياً من المياه من المصادر الطبيعية والمياه الجوفية، وفي حال استمر هذا التوجه فلن يتبقى هناك أي أثر للزراعة حول سلسلة جبال زاغروس طوال الثلاثين عاماً القادمة.
وقال مدير إدارة الزلازل والمخاطر بمركز أبحاث الطرق والإسكان والإنشاءات الحضرية بالدولة: أنه وفقاً لآخر الدراسات يعيش حوالي 40 مليون شخص أي ما يعادل 49% من سكان البلاد في المناطق المصنفة بالهبوط الأرضي، وبحسب مراسل وكالة أنباء ايرنا أضاف علي بيت اللهي يوم الأربعاء 19 أبريل 2023 في اجتماع "تأثير هبوط الأرض على التراث الثقافي والآثار التاريخية" الذي عقد في أصفهان قائلا، وفقاً لأحدث الدراسات المُنجزة فإن مدى تصنيف الأراضي الهابطة في إيران تبلغ مساحتها حوالي 158 ألف كيلومتر مربع والتي تغطي حوالي 10% من مساحة البلاد، وأشار إلى أن أكبر تصنيف للأراضي المتصدعة الهابطة تقع في خراسان رضوي، وتابع: تحتل أصفهان المرتبة الخامسة بهذا الشأن في البلاد لكن من حيث عدد المدن ومعدل الطبقات المتهالكة فهي تحتل المرتبة الأولى في تصنيف الهبوط الأرضي، وأشار بيت اللهي: أن حوالي 380 مدينة من أصل 1440 مدينة في البلاد تقع ضمن تصنيف الهبوط الأرضي، وقد شمل تأثير هذا التصنيف على العديد من كبريات مدن البلاد.
وتحتل أصفهان أعلى معدلات مخاطر هبوط الأرض، وبتأكيد هذا المتخصص الجيوفيزيائي على أن أصفهان هي الأكثر تعرضاً لخطر هبوط الأراضي في البلاد وأن هذه الظاهرة تهدد حوالي 2 مليون و800 ألف شخص في مدينة أصفهان الكبرى وضواحيها قال: في هذه المنطقة 26 ألف هكتار معرضة لمخاطر عالية  جداً (هبوطاً أزيد من خمسة سنتيمترات سنويا) وأن ثلاثة آلاف وخمسمائة هكتار فيها هبوط يزيد عن 10 سم في السنة، وبتوضيحه بين أن المساحة المصنفة بالهبوط في خراسان رضوي تبلغ خمسة أضعاف المساحة ذاتها بأصفهان، وأضاف: لكن خطر الهبوط في أصفهان يبلغ 20 ضعف المخاطر في خراسان رضوي بالنسبة لقطاعات مختلفة مثل سكانها وتراثها، وتابع: في أصفهان هناك 328 مسجداً ومستشفى و258 مدرسة و19 مركزاً ثقافياً و9374 جسراً عُرضةً لآثار هبوط الأرض. وأكد بيت اللهي على أهمية الجريان المستمر لنهر زاينده لمواجهة ظاهرة هبوط الأرض في أصفهان، وصرح: عندما ينقطع جريان مياه هذا النهر ينخفض منسوب المياه بمقدار 2.5 متر ويشتد الهبوط، ولكن كلما تدفقت المياه ويتم تعويضها بمقدار 2 متر تظهر أهمية تدفق المياه في نهر زاينده، وأكد: إذا تم إغلاق جميع آبار المياه في أصفهان ولم يتدفق نهر زاينده بشكل دائم فسوف نشهد هبوطاً مستمراً للأرض، واعتبر أن دور نهر زاينده رود في تغذية المياه الجوفية في أصفهان أمراً لا مثيل له، وحذر: إذا لم يتم القيام بإنجاز عملٍ من أجل نهر زاينده فإن صورة أصفهان في السنوات العشر القادمة ستكون مرعبة. وأشار بيت اللهي: إن من عيوب هبوط الأرض في أصفهان عدم تناسقها مما يجعلها أسوأ وأكثر خطورة خاصة في المعالم التاريخية والتراثية، وأشار إن الحل الأمثل للحد من المخاطر الناجمة عن هبوط الأرض هو "صياغة لوائح وطنية بشأن هبوط الأرض" وقال: في الوقت الحاضر ليس لدينا لائحة واحدة صالحة وقابلة للتنفيذ بشأن هبوط الأرض في البلاد، في حين أنه من الضروري وضع هكذا قوانين مثل لوائح البناء، وبحسب تقرير وكالة أنباء ايرنا فإن الهبوط ظاهرة بيئية تعني الهبوط التدريجي أو الانخفاض المفاجئ لسطح الأرض بسبب كثافة الأجسام الموجودة تحت سطح الأرض، ويعد الإفراط في استخراج المياه الجوفية نتيجة للحاجة المتزايدة للموارد المائية نتيجة لتطور الصناعة والزراعة أحد الأسباب الرئيسية لهذه الظاهرة، وإن التهديدات والأضرار التي لا يمكن إصلاحها للهياكل والمرافق الحضرية وخطوط نقل الطاقة والمباني والمعالم التاريخية والثقافية هي إحدى مخاوف الخبراء بشأن مستقبل أصفهان على أثر الاستخراج العشوائي للمياه الجوفية في هذه البلاد.

## العواقب

### تدمير السهول
أهم العواقب المترتبة على هبوط الأرض هو تدمير السهول الخصبة وتدمير التربة الصالحة للزراعة، فعندما تنحسر الأرض تصبح التربة كثيفة وجافة، وتفقد العناصر المُغذية للتربة وبالتالي تتحول أرض تلك المنطقة إلى أرض صحراء غير صالحة للزراعة  وعلاوة على ذلك كله فإن الآثار التاريخية والمباني الأخرى التي بُنيت في السهول ولها قيمة كبيرة سيتم فقدانها  مع هبوط السهول وعلى سبيل المثال فإن برسيبوليس ونقش رستم عرضةٌ للهبوط.

### انخفاض جودة الهواء
إن انخفاض جودة الطقس هو من العواقب الأخرى لهبوط الأرض في إيران، وفي محافظات آذربايجان الشرقية والغربية تسبب الهبوط في التصحر وملوحة التربة والمياه، وكذلك تسبب الهبوط في سهل شهركرد في تكون الصحراء وتدفق الغبار الناعم وتلوث الهواء.

### تدمير خطوط السكك الحديدية
أدى هبوط الأراضي إلى تعريض خطوط السكك الحديدية في إيران للخطر، وقد تعرض خط سكة حديد شيراز - أصفهان للهبوط في السنوات الأخيرة، وإذا حدث ذلك فإنه سيؤدي إلى تدمير خط السكة الحديد هذا

### تدمير منشآت الطاقة
أدى الهبوط في سهول جنوب ورامين إلى إضعاف التربة وخلق مشاكل في استقرار أبراج نقل الكهرباء، كما أن هذا الأمر قد عرض أنابيب نقل المياه والغاز والنفط في السهول للخطر.

## جغرافية
المناطق التي شهدت أكبر معدل للهبوط على الترتيب شملت محافظات: أصفهان، طهران، كرمان، خراسان رضوي، البرز، فارس، يزد، همدان، مركزي، جهارمحال وبختياري، آذربايجان الشرقية، زنجان، قم، أردبيل، كردستان، آذربايجان الغربية، وكرمانشاه.

### على أساس المحافظة
ومن حيث عدد سكان الحضر، تعد محافظات طهران وخراسان رضوي وأصفهان والبرز وكرمان وقم، التي يزيد عدد سكان كل منها عن مليون نسمة، من المحافظات التي ترتفع فيها المخاطر السكانية المعرضة لخطر الهبوط الأرضي. المحافظات التي تحتوي على مناطق ذات مخاطر عالية من هبوط الأراضي، حسب ترتيب التوسع، تشمل أصفهان، طهران، كرمان، خراسان رضوي، البرز، فارس، يزد، همدان، المركزي، تشهارمحال وبختياري (محافظة)، أذربيجان الشرقية، زنجان، قم، أردبيل، كردستان وأذربيجان الغربية، وخراسان الشمالية، وكرمانشاه. وبحسب الدراسات التي تم إجراؤها، فإن محافظة أصفهان التي تضم 31 مدينة تقع على المناطق شديدة الخطورة من الهبوط الأرضي، تأتي في الصف الأول من حيث المستوطنات الحضرية التي لديها أكثر مناطق الهبوط تليها محافظات طهران، كرمان و محافظة خراسان رضوي. وتأتي المدينة في المراتب التالية من حيث هذا الخطر.